# Hans Manz
Hans Manz (* 16. Juli 1931 in Wila im Zürcher Oberland; † 17. November 2016) war ein Schweizer Lehrer, Übersetzer und Autor von Kinderbüchern.

## Leben und Werk
Hans Manz, geboren 1931 im Zürcher Oberland, erweckte mit seinen Sprachspielbüchern und Gedichten in seinen Lesern das Interesse an der Sprache. Seine Spezialität war dabei unter anderem das Aufspüren verräterischer Redensarten. Als Lehrer an einer Primarschule in Zürich hatte er die eigenen „Sprachbasteleien“ zusammen mit seinen Schülern erprobt und verbessert. Darüber hinaus übersetzte er Kinderbücher, zum Beispiel In der Nachtküche und  Hector Protector and As I Went Over the Water von Maurice Sendak sowie Das Biest des Monsieur Racine und Der Zauberlehrling von Tomi Ungerer. Manz schrieb Prosa und Lyrik für Erwachsene und machte Kindersendungen für das Schweizer Fernsehen.
Er lebte seit 1987 als freier Schriftsteller und Journalist in Zürich und Italien.

## Werke

### Prosa
- Grund zur Freude. Roman. Walter, Olten 1981
- Nichts ist so wie es ist. Zehn fatale Alltagsgeschichten. Bilger, Zürich 2002

### Lyrik
- Die Wachsamkeit des Schläfers. Gedichte. Im Waldgut, Frauenfeld 1994
- Wiedersehen. Originalbilder von Katarzyna Lewandowska. Alpha-Presse, Sulzbach 2004

### Kinderbücher
- Tiere hier, dort und überall (mit Fritz Bucher). Beringer & Pampaluchi, Zürich 1964
- Lügenverse. Kinderreime. Mit Zeichnungen von Scapa. Benteli, Bern 1965
- Die dreißig Hüte. Kinderreime. Mit Zeichnungen von Scapa. Benteli, Bern 1966
- Hans und Heinz. Verse von Hans Manz nach einem Text von Janice May Udry. Zeichnungen von Maurice Sendak. Diogenes, Zürich 1969
- Konrad. Eine Geschichte. Mit Bildern von Werner Hofmann. Diogenes, Zürich 1969
- Eins, zwei, drei, mach vielerlei! Das Bilder-Verwechsel-Buch mit 8000 Tauschgeschichten (mit Wilfried Blecher). Beltz, Weinheim 1971
- Worte kann man drehen. Sprach-Buch für Kinder. Beltz & Gelberg, Weinheim 1974
- Ess- und Trinkgeschichten. Maier, Ravensburg 1974
- Adam hinter dem Mond. Zärtliche Geschichten. Beltz & Gelberg, Weinheim 1976
- Kopfstehn macht stark. Neues Sprachbuch für Kinder. Beltz & Gelberg, Weinheim 1978
- Schnigge, Schnagge, Schnäggebei. Värsli für Chinde (mit Paul Nussbaumer). Huber, Frauenfeld 1982
- Die Kunst, zwischen den Zeilen zu lesen. Neues Sprachbuch für Kinder. Beltz & Gelberg, Weinheim 1986
- Lieber heute als morgen. Sprechen, hören, träumen, hoffen... Texte für Kinder. Beltz & Gelberg, Weinheim 1988
- Die Welt der Wörter. Sprachbuch für Kinder und Neugierige. Beltz & Gelberg, Weinheim 1991
- An Türen klopfen. Zwölf Geschichten für zwölf Monate. Nagel & Kimche, Zürich 1991
- Schöne Träume. Sieben Geschichten für sieben Tage. Nagel & Kimche, Zürich 1992
- Vom Maulaufreissen und Um-die-Ecken-gucken. Ein Wunsch-Lesebuch. Nagel & Kimche, Zürich 1993
- Mit Wörtern fliegen. Neues Sprachbuch für Kinder und Neugierige. Beltz & Gelberg, Weinheim 1995
- Pantoffeln für den Esel. Nagel & Kimche, Zürich 1996
- Da kichert der Elefant. Nagel & Kimche, Zürich 1998
- Ein kleines o steht vor dem Zoo. Nagel & Kimche, Zürich 2000

## Auszeichnungen (Auswahl)
- 1976: Erzählerpreis der Schweiz. Schillerstiftung
- 1991: Schweizer Jugendbuchpreis
- 1993: Österreichischer Staatspreis für Kinderlyrik
- 1994: Lyrikpreis der Schweiz. Schillerstiftung
- 2000: (Halbes) Werkjahr der Stadt Zürich